# Shugart Associates
Shugart Associates (más tarde Shugart Corporation) fue un fabricante de periféricos informáticos que dominó el mercado de las unidades de disquete a fines de la década de 1970 y es famoso por presentar la unidad de disquete «Minifloppy» de 5+1⁄4 pulgadas. En 1979, fue una de las primeras empresas en introducir un factor de forma de unidad de disco duro compatible con una unidad de disquete, el factor de forma SA1000 compatible con el factor de forma de unidad de disquete de 8 pulgadas.
Fundada en 1973, Shugart Associates fue comprada en 1977 por Xerox, que luego abandonó el negocio en 1985 y 1986, vendiendo la marca y la línea de productos de disquete de 8 pulgadas (en marzo de 1986) a Narlinger Group, que finalmente cesó sus operaciones alrededor de 1991.

## Historia

### Inicios
Alan Shugart, después de una carrera distinguida en IBM y algunos años en Memorex, decidió emprender su propio camino en 1973; después de reunir capital riesgo, fundó Shugart Associates. El plan comercial original era construir un sistema para pequeñas empresas (similar al IBM 3740) que se ocupara del desarrollo de varios componentes principales, incluidas las unidades de disquete y las impresoras. Después de dos años, Shugart había agotado su dinero inicial y no tenía ningún producto que mostrar. Luego, la junta quiso concentrarse en la unidad de disquete, pero Shugart deseaba continuar con el plan original. Los documentos oficiales de la empresa indican que Shugart renunció, pero él mismo afirma que fue despedido por los capitalistas de riesgo. Shugart continuó con Finis Conner para fundar Shugart Technology en 1979, que luego pasó a llamarse Seagate Technology en respuesta a un desafío legal de Xerox.

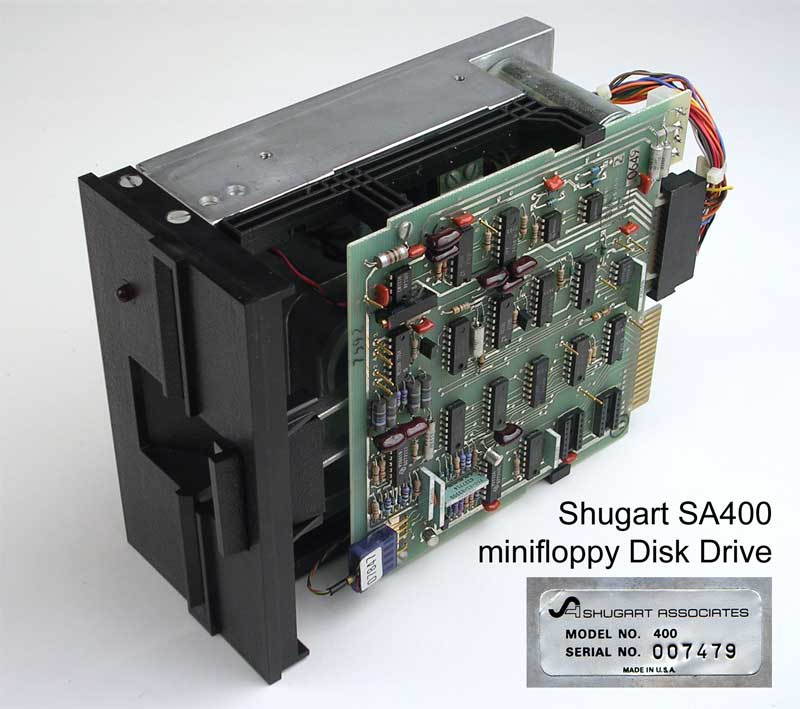
Unidad de disco minifloppy Shugart SA400 de 5+1⁄4 pulgadas.

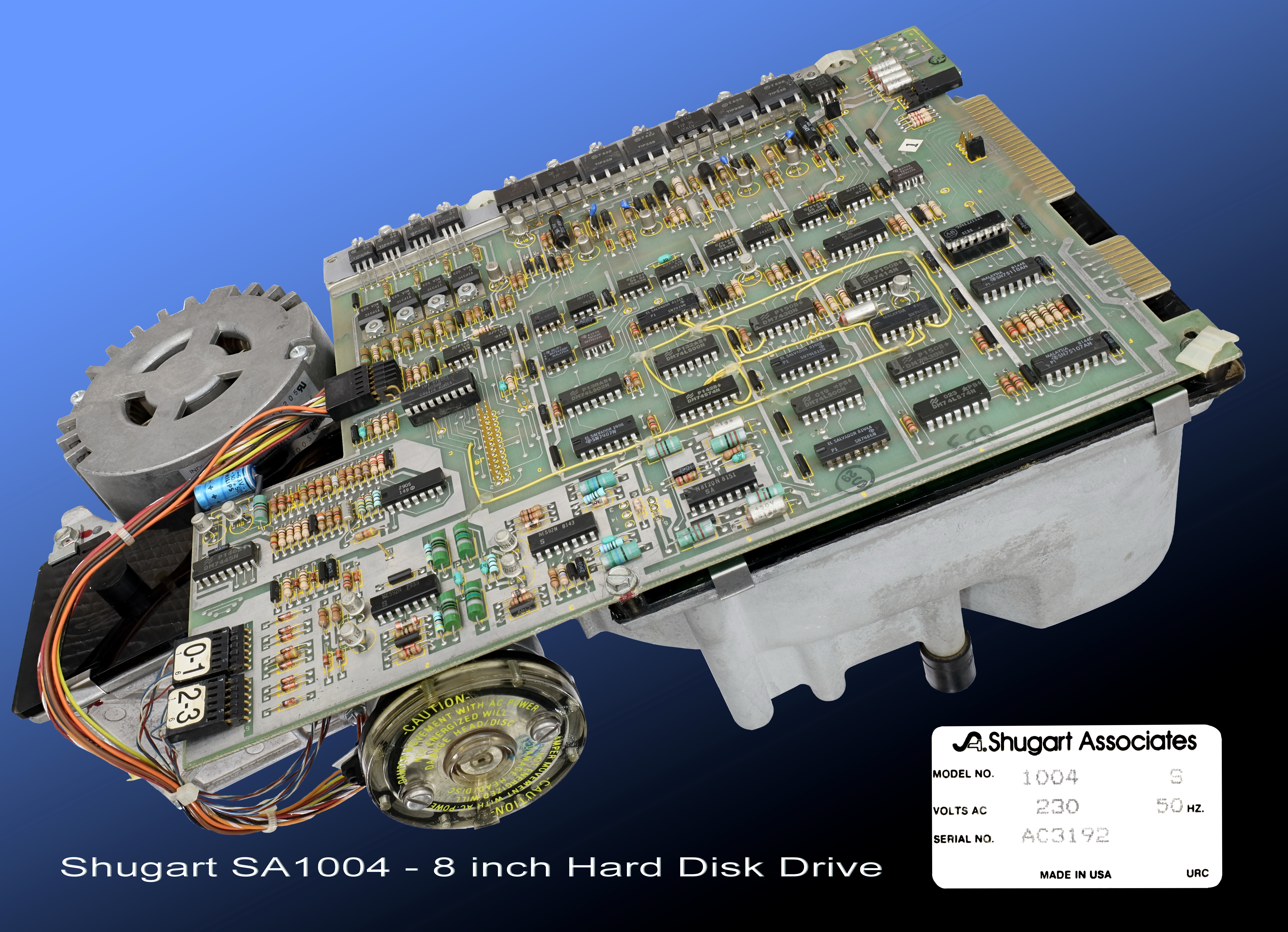
Shugart SA1004: unidad de disco duro de 10 MB y 8 pulgadas.

Shugart presentó la unidad de disquete de 5+1⁄4 pulgadas en septiembre de 1976 como Shugart SA-400 Minifloppy (marca registrada de Shugart) a un precio OEM de $390 por la unidad y $45 por diez disquetes. El SA-400 y los modelos relacionados se convirtieron en los productos más vendidos de la empresa, con envíos de hasta 4000 unidades por día.
El SA-400 original era de un solo lado con 35 pistas y usaba grabación FM (densidad única). Se podía usar en controladores de disquete de sector duro o software y se especificó a 80,6 kB con un controlador de sector suave. La unidad se convirtió en la base del sistema de disco en Radio Shack TRS-80 Modelo I, Apple II y muchas otras microcomputadoras tempranas.

### Finales de la década de 1970
Xerox anunció la adquisición de Shugart Associates en agosto de 1977 y completó su compra en diciembre a un precio de alrededor de $41 millones.
El SA450 de 440 kilobytes, una unidad de disquete de altura completa de 5¼ pulgadas de doble densidad y doble cara, se anunció en diciembre de 1977 a $ 450.
En 1979, Shugart Associates introdujo la Shugart Associates System Interface (SASI, «Interfaz del sistema de Shugart Associates») en el mundo de la informática; la interfaz posteriormente se convirtió en la SCSI («Interfaz de sistema de computadora pequeña»). El primer proceso estándar se completó en 1986 con el estándar ANSI X3.131-1986 (conocido popularmente como SCSI-1) como resultado. Larry Boucher dirigió el equipo de ingeniería de SASI; él y varios de los ingenieros que trabajaron en SASI se fueron en 1981 para fundar el fabricante de adaptadores de host Adaptec.
También en 1979, Shugart Associates presentó el SA-1000, una serie de unidades de disco duro que guardaba tantas similitudes mecánicas, eléctricas y de formato como era posible con sus contrapartes de unidades de disquete. Sus dimensiones físicas, incluidos los orificios de montaje, eran las mismas que las de una unidad de disquete de 8 pulgadas, lo que los convierte en algunos de los primeros discos duros compatibles con un factor de forma de unidad de disquete. Para 1983, Shugart Associates había enviado más de 100 000 unidades de este tipo.

### Años 1980
A principios de la década de 1980, para evitar los costos de desarrollo y puesta en marcha, la empresa recurrió a Matsushita Communications Inc., una subsidiaria de Panasonic Corporation (entonces conocida como Matsushita Electric Industrial Co., Ltd), para su 5+ de media altura. unidades de disco de 1⁄4 de pulgada, lo que hizo que la empresa se convirtiera en el mayor fabricante de unidades de disquete del mundo. En 1985, para resolver una acumulación de inventario y como parte de su estrategia de salida, Xerox cedió los derechos exclusivos de Shugart sobre las unidades de disquete de media altura de 5+1⁄4 pulgadas de Matsushita. La eventual caída de Shugart se debió en parte a que la empresa no logró desarrollar una unidad de disco confiable de 80 pistas.
En 1983, la empresa cambió su nombre a Shugart Corporation.
A fines de 1983, Shugart anunció una «unidad óptica de cantidad de producción», Optimem 1000, que ofrece 1 GB de almacenamiento en discos de 12 pulgadas utilizando una tecnología de grabación basada en láser, aprovechando una densidad de pista sustancialmente mayor en comparación con las tecnologías de grabación magnética contemporánea. El proceso de grabación implicó enfocar el rayo láser en la capa de metal del disco, lo que provocó que una capa de «polímero descomponible» debajo generara «componentes gaseosos» y empujara hacia arriba la capa de metal, formando una burbuja. Esta deformación provocaría un cambio en la intensidad de la luz reflejada por un láser que lee el disco, proporcionando así un medio de almacenamiento de datos. El precio inicial del OEM para la unidad fue de $ 6000 por unidad en cantidades de 250 unidades, con discos con un precio de alrededor de $ 266 cada uno (precio del Reino Unido). Se informó que se estaban desarrollando discos con capacidades de hasta 3 GB. Optimem se vendió a Cipher Data en 1986, quien luego suspendió sus operaciones en 1991.
Las pérdidas operativas de Shugart en 1984 junto con los propios problemas de Xerox llevaron a Xerox a concluir en 1985 que los negocios de Shugart ya no eran estratégicamente importantes, lo que resultó en la decisión de cerrar Shugart en lugar de invertir en la recuperación. La mayoría de los negocios de Shugart cerraron después; sin embargo, su negocio de unidades de disquete se vendió en marzo de 1986 a Narlinger, que rápidamente se rebautizó como Shugart Corporation.
Bajo la dirección de Narlinger, Shugart adquirió varias líneas de productos descontinuados, como las unidades de disquete de 8 pulgadas de Tandon en 1986, y en 1988 compró la unidad Optotech 5984 Write Once Read Many (WORM) y su planta de fabricación por menos de US $ 4- millones. Cesó sus operaciones alrededor de 1991.